# Unidad Popular
Unidad Popular (en català, Unitat Popular) -també conegut per l'acrònim UP- va ser una coalició electoral de partits polítics de centreesquerra i esquerra de Xile que va portar a la presidència de la República a Salvador Allende Gossens.
La UP es va formar al desembre de 1969 amb motiu de les Eleccions presidencials de Xile de 1970, en substitució del Front d'Acció Popular. Estava integrada pel Partit Radical, Partit Socialista, Partit Comunista, el Moviment d'Acció Popular Unitari, el Partit d'Esquerra Radical i l'Acció Popular Independent, incorporant-se l'Esquerra Cristiana el 1970 i el MAPU Obrer i Camperol el 1973. A més va comptar amb el suport de la federació sindical nacional i la CUT (Central Única de Treballadors). Els partits polítics estaven representats a la Comissió Política de la UP. Per als simpatitzants independents es van formar els CUP (Comitès de la Unidad Popular) a nivell veïnal, de servei públic i de fàbrica.
Un dels principals problemes va ser la designació de l'abanderat de l'esquerra, tot i que Salvador Allende era el candidat lògic (tres campanyes presidencials 1952, 1958 i 1964), el Partit Socialista no el recolzava completament tot i estar dintre de les seves llistes. El Partit Comunista havia proposat a Pablo Neruda. Al final va guanyar la candidatura d'Allende el 22 de gener de 1970.
Partint d'una crítica a la gestió del govern d'Eduardo Frei Montalva, el programa de govern de la UP es va plasmar en el Programa bàsic de la Unidad Popular i Les 40 primeres mesures del Govern Popular. Aquests punts conformaren, junts amb l'acció d'Allende assessorat per Joan Garcés, la vía xilena al socialisme ("la revolución con vino tinto y empanadas", en un discurs d'Allende). Aquesta postulava la possibilitat que un país capitalista subdesenvolupat efectues un canvi no violent al socialisme. Tot per la via del procés democràtic i per mitjà de la legalitat de l'Estat. Sense la necessitat de comptar amb un partit únic que ho fes realitat, només la coalició de totes les forces democràtiques que estigueren a favor dels canvis socials i democràtics. En certa forma es buscava crear un nou bloc hegemònic dintre de la línia d'Antonio Gramsci. Aquesta idea va influir més tard a l'eurocomunisme. La via xilena al socialisme anava en sentit contrari a la vía armada que trobem a Llatinoamèrica a la dècada dels 1960 i 1970.
Les mesures del govern foren la participació dels treballadors a les empreses (cogestió), acabar amb el latifundisme accelerant el procés de la reforma agrària, nacionalització de la banca i les empreses, nacionalització del coure, distribució de mig litre de llet diari a cada nen. La creació de tres àrees de propietat (social, mixta i privada) que no es va poder efectuar per l'oposició del Congrés Nacional.
Les reformes socials impulsades pel govern van generar un gran dèficit als recursos fiscals. Per a poder continuar finançant aquestes reformes, el govern va decidir mantenir la despesa fiscal mitjançant la impressió desmesurada de paper-moneda. Aquesta sobreemissió fiscal, entre altres factors, va produir una creixent inflació que va arribar al 600% el 1973 (oficialment a 342%).

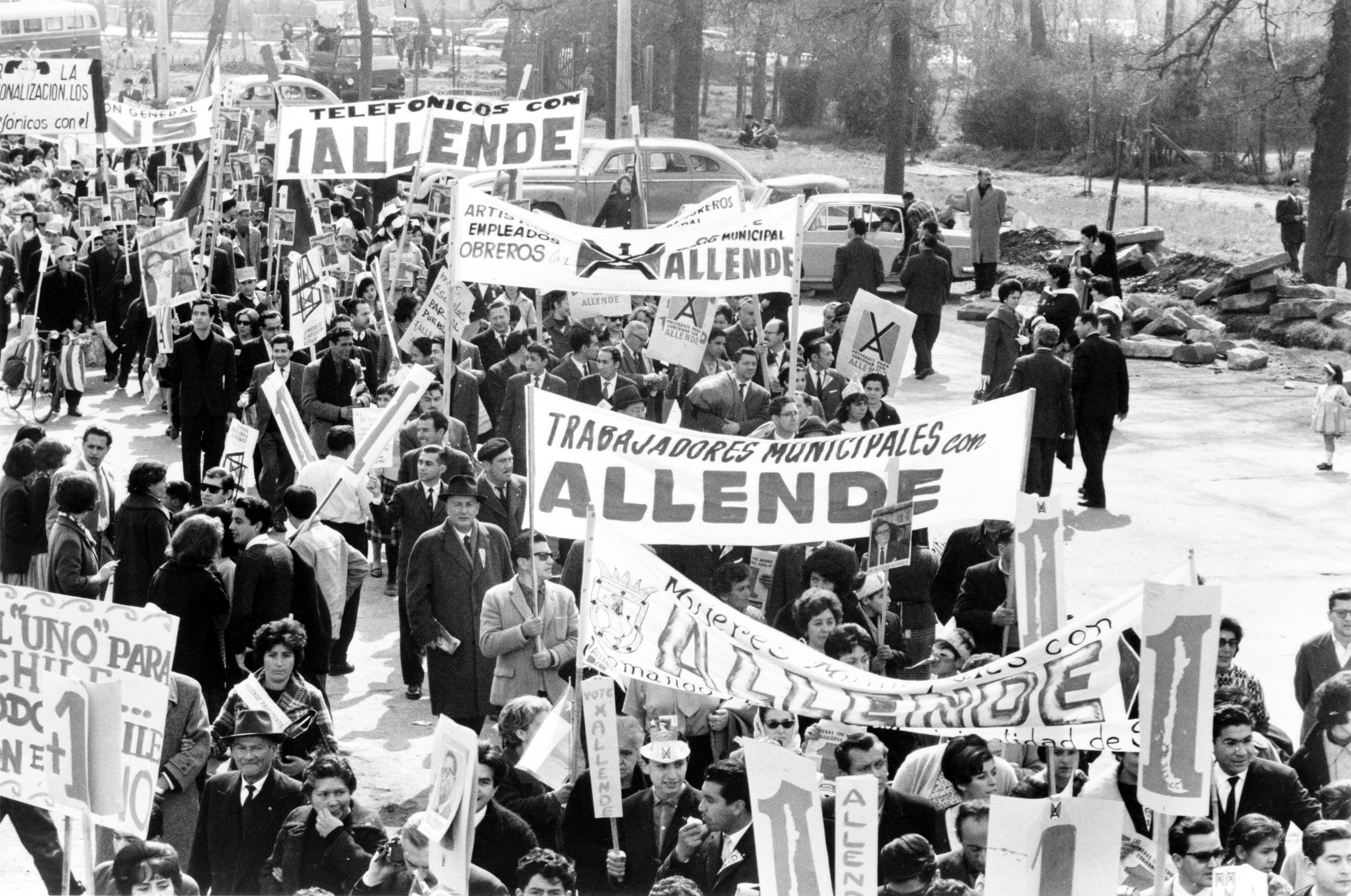
Marxa a favor d'Allende

Tot i això la UP es va veure en moments de tensió, entre les accions per avançar al socialisme per la vía legal, tal com era defensat per Allende, el Partit Comunista, els radicals i sectors del Partit Socialista i el MAPU, i un sector que promovia avançar en una forma més radicalitzada, promoguda pel MIR (Movimiento de Izquierda Revolucionaria), que no pertanyia a la UP, i sectors del PS i el MAPU. Aquestes contradiccions van fer que el 1973 la UP no existís como una aliança política efectiva al trobar-se paralitzades les relacions entre els seus membres, preferint l'entesa directa amb el president Allende.
Després del cop d'estat de l'any 1973, el Comitè Polític de la UP va seguir existint a l'estranger però de forma simbòlica, ja que cada partit buscava la seva pròpia estratègia per oposar-se al Govern Militar, tot i que existia un Secretariat Ejectiu Oficial a la República Democràtica Alemanya, encapçalat per Clodomiro Almeyda. L'any 1979 va entrar en crisis per l'efecte del fraccionament del PS, per a ser dissolt definitivament l'any 1980.
Retrospectivament, es pot fer un balanç que importants sectors polítics de la UP no van arribar a entendre l'estratègia de la via xilena al socialisme. Això tocava un tema essencial que era la importància del sistema democràtic i la seva validesa com a camp d'acció política, aspecte que era criticat en sectors de l'esquerra. Així com una falta de disciplina per part del PS, el partit del President, davant de les mesures del govern.
La cançó Venceremos (Guanyarem), amb lletra de Claudio Iturra i música de Sergio Ortega, fou l'himne de la UP.
Les seves estrofes dien:
Aquí va todo el pueblo de Chile
aquí va la Unidad Popular,
campesino, estudiante y obrero
compañeros de nuestro cantar.
"Venceremos, venceremos,
con Allende en septiembre a vencer.
Venceremos, venceremos,
¡La Unidad Popular al poder!"(bis).

## Resultats electorals de la UP
- Resultat de les eleccions presidencials de 1970.

| Candidat                     | Partit/Coalició       | Vots      | %     |
| Salvador Allende Gossens     | Unidad Popular (UP)   | 1.075.616 | 36,3% |
| ---------------------------- | --------------------- | --------- | ----- |
| Jorge Alessandri Rodríguez   | Independent de dretes | 1.036.278 | 34,9% |
| Radomiro Tomic               | Democràcia Cristiana  | 824.849   | 27,9% |
| Total vots vàlidament emesos |                       | 2.946.743 |       |

- Resultat de les eleccions a la Cambra de Diputats de març de 1973.

| Partit         | Nombre de vots (en milers) i (%) | Nombre de diputats (150 en total) |
| PS             | 687,6 (18,4%)                    | 27                                |
| PC             | 587,8 (16,0%)                    | 26                                |
| PR             | 134,2 (3,6%)                     | 5                                 |
| MAPU           | 90,7 (2,5%)                      | 2                                 |
| IC             | 43,5 (1,2%)                      | 1                                 |
| API            | 29,0 (0,8%)                      | 2                                 |
| Vots llista UP | 30.0 (0,8%)                      | N/A                               |
| Total UP       | 1.602,8 (43,3%)                  | 63                                |